# Gwynedd Mercy University
La Gwynedd Mercy University è un'università privata di indirizzo cattolico con sede a Gwynedd Valley, nello stato americano della Pennsylvania.
Il Gwynedd-Mercy College fu fondato nel 1948 dalle suore della misericordia di Merion. Sorta come istituzione esclusivamente femminile, ammise i primi studenti di sesso maschile nel 1973. Il college fu elevato al rango di university nel 2013.